# Entomobrya nivalis
Entomobrya nivalis är en hoppstjärt, en urinsektsart som först beskrevs av Carl von Linné 1758.  Entomobrya nivalis ingår i släktet Entomobrya och familjen brokhoppstjärtar. Den har en lång hoppgaffel, långa antenner och blir upp till cirka 2 mm. Bakkroppen har en V-formig teckning. Fjärde bakkroppssegmentets ryggsida är mycket längre än det föregående segmentet. Den är allmän utbrett, t.ex. strandängar och ljungheder, och påträffas ofta, även om vintern, högt uppe i buskar och särskilt på barrträd. Arten är reproducerande i Sverige. Inga underarter finns listade i Catalogue of Life.